# Grignols (Dordoña)
 Grignols  (en occitano Granhòu) es una población y comuna francesa, situada en la región de Aquitania, departamento de Dordoña, en el distrito de Périgueux y cantón de Saint-Astier.

## Demografía
| 484 | 485 | 487 | 456 | 526 | 543 |
| Para los censos de 1962 a 1999 la población legal corresponde a la población sin duplicidades (Fuente: INSEE [Consultar]) |     |     |     |     |     |